# Yasuhiko Okudera
Yasuhiko Okudera (奥寺 康彦, Okudera Yasuhito) est un footballeur japonais né le 12 mars 1952 à Kazuno. Il évoluait au poste de milieu de terrain. Il est le premier footballeur professionnel japonais en Europe.

## En sélection
- 32 sélections et 9 buts avec l'équipe du Japon entre 1972 et 1987.

## Palmarès
- Bundesliga : 
  - Champion : 1978
  - Vice-champion : 1983, 1985, 1986
- Coupe d'Allemagne :
  - Vainqueur : 1978
- Coupe des clubs champions européens : 
  - Demi-finaliste : 1979
- Championnat du Japon : 
  - Champion : 1976